# Ustica
Ustica (Ùstica in siciliano) è un comune italiano di 1 319 abitanti della città metropolitana di Palermo in Sicilia.
Il territorio comunale coincide con l'isola omonima e gli scogli adiacenti.

## Geografia fisica
L'isola di Ustica si trova nel Mar Tirreno a circa 67 km a nord-ovest di Palermo e a 95 km a ovest di Alicudi, ma non fa parte delle Isole Eolie; occupa una superficie di circa 8,65 km² con una circonferenza di 12 km e misura 3,5 km di lunghezza e 2,5 km di larghezza.
La caratteristica naturale dell'isola è la presenza di numerose grotte che si aprono lungo le coste alte e scoscese, così come numerosi scogli e secche tutt'intorno all'isola; sono da menzionare la grotta Verde, grotta Azzurra, grotta della Pastizza, grotta dell'Oro, grotta delle Colonne e gli scogli del Medico e della Colombara.

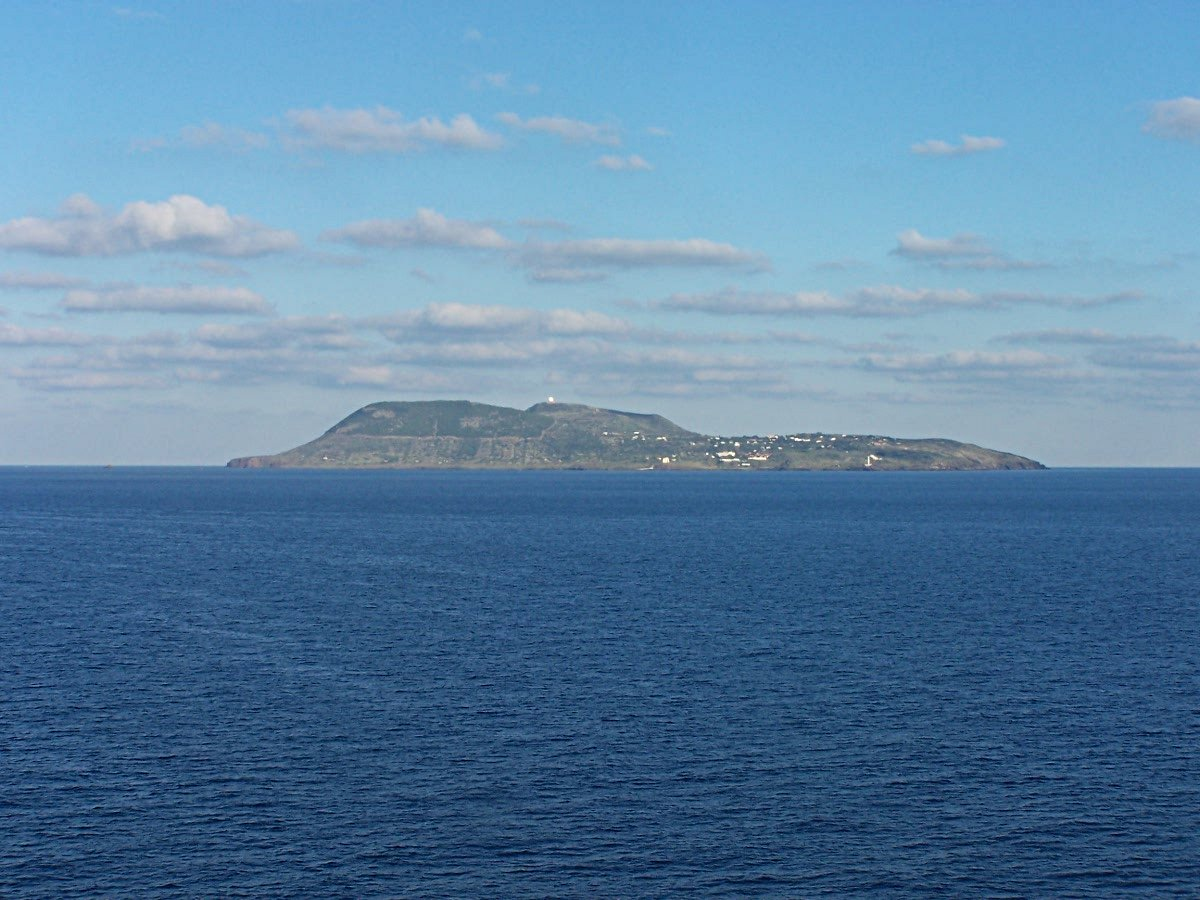
L'isola di Ustica, vista dal mare
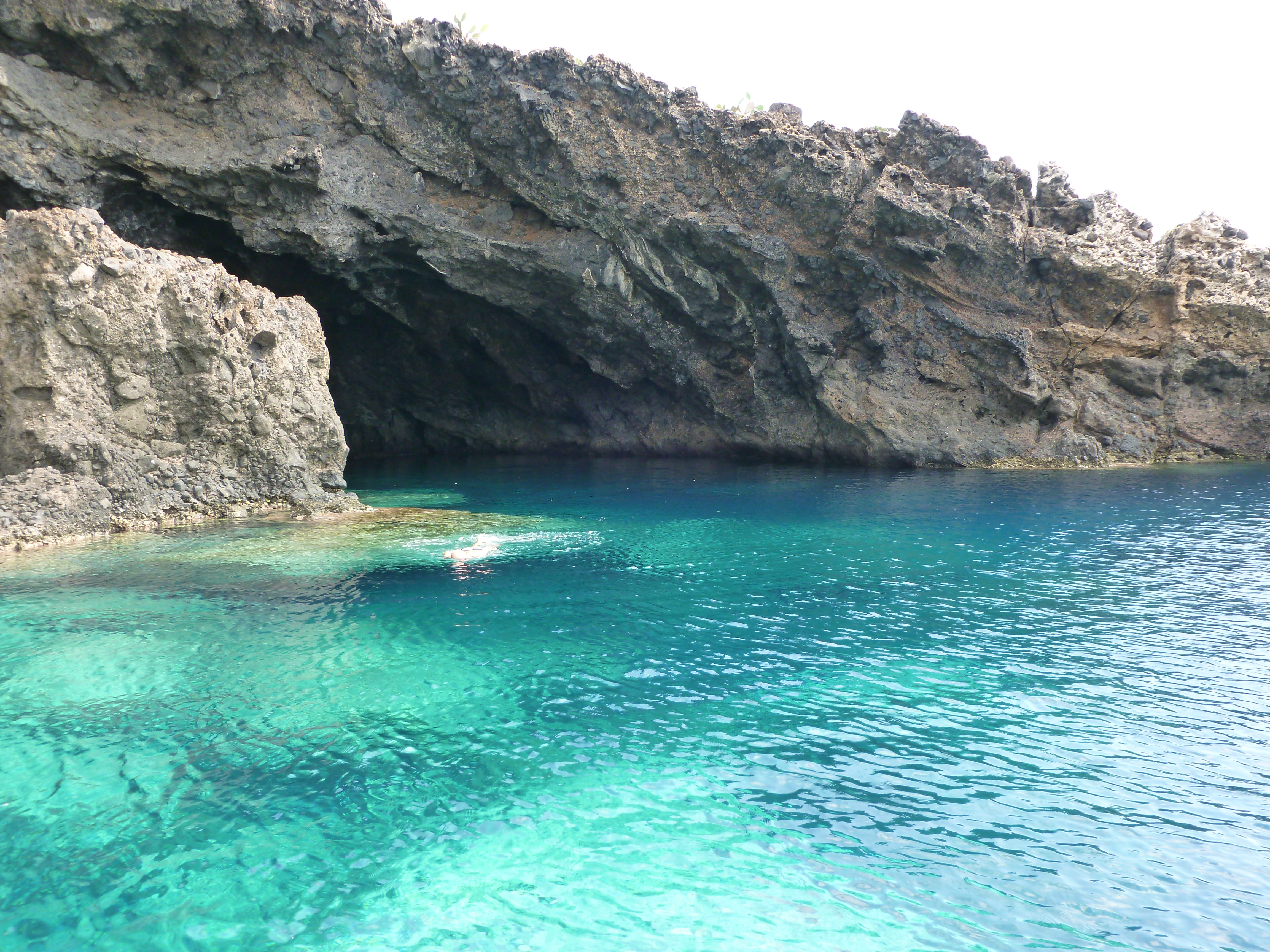
Ingresso della Grotta verde
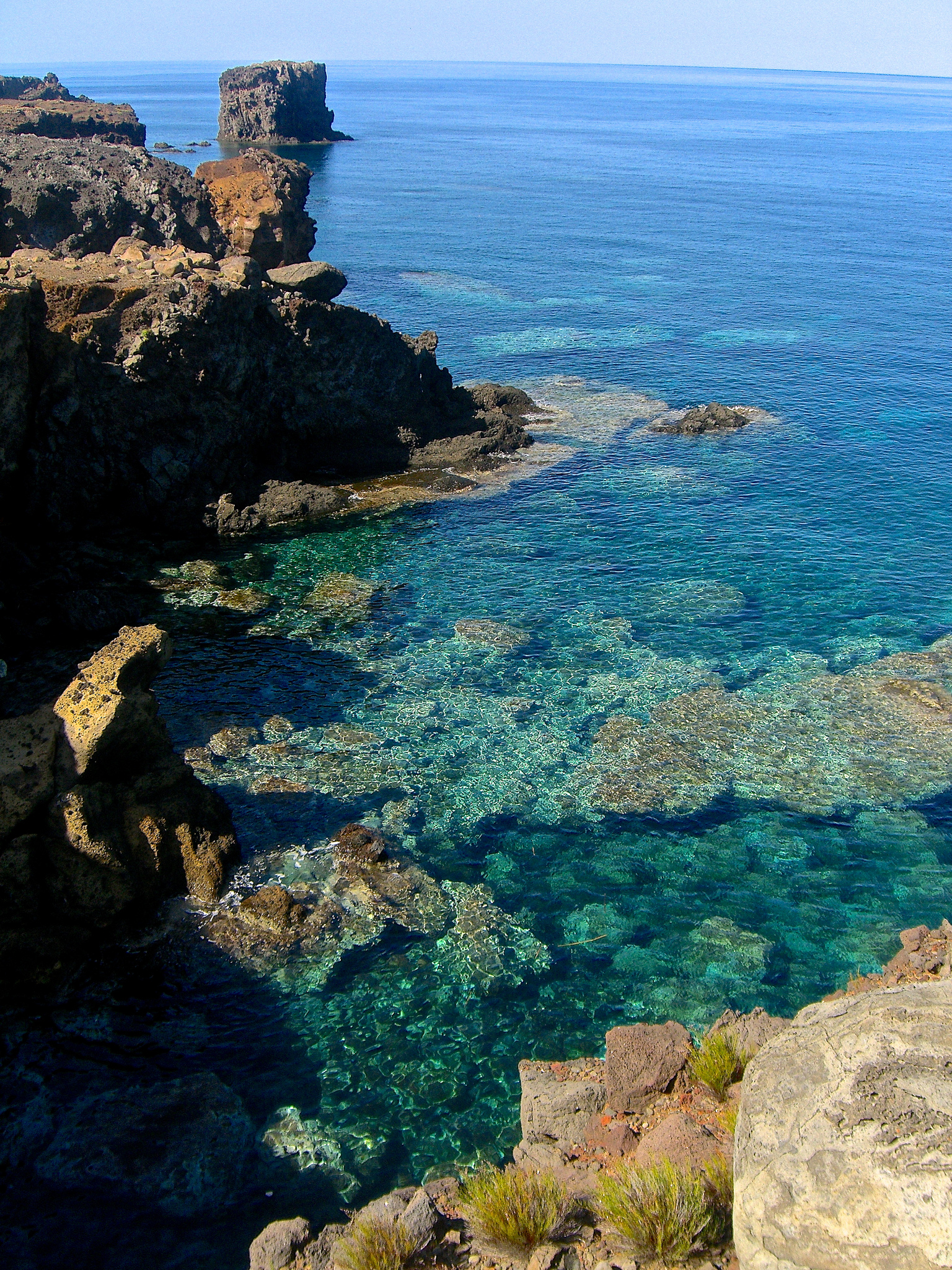
Parte della costa di Ustica con un faraglione
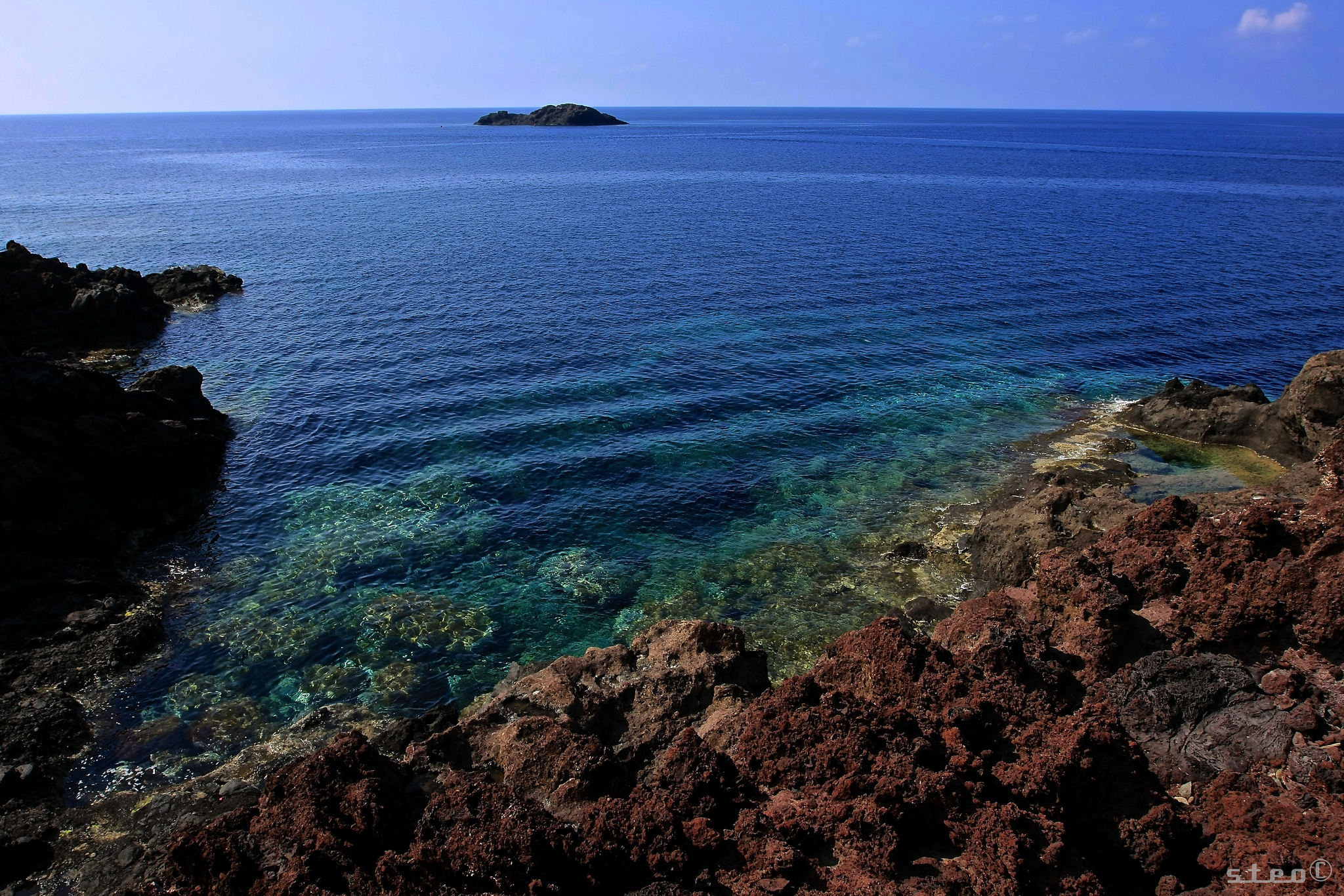
"Roccia del medico"

### Clima
Sull'isola si trova la stazione meteorologica di Ustica, ufficialmente riconosciuta dall'Organizzazione meteorologica mondiale. Le precipitazioni medie annue si attestano a 505 mm, mediamente distribuite in 68 giorni di pioggia, con minimo in estate e picco massimo in autunno-inverno. L'umidità relativa media annua fa registrare il valore di 78,2% con minimo di 74% a luglio e massimo di 82% a gennaio; mediamente si contano 18 giorni di nebbia all'anno.

## Storia
Gli antichi romani la chiamavano Ustica (da ustum, "bruciato"), mentre presso i greci era nota come Osteodes, Οστεώδες, "ossario" per i resti di mercenari che vi sarebbero morti per fame e sete. Da alcuni, come lo storiografo neozelandese L.G. Pocock e lo scrittore Marco Carlo Rognoni, viene ritenuta l'isola Eea, la dimora della maga Circe citata nell'Odissea, che trasformava gli incauti visitatori in maiali.
Gli insediamenti umani risalgono al Paleolitico; alcuni scavi archeologici hanno portato alla luce i resti di un antico villaggio cristiano. Sepolture, cunicoli e una gran quantità di reperti archeologici ritrovati anche sott'acqua, a causa dei tanti naufragi avvenuti nel tempo, testimoniano una presenza costante, nel luogo, di vari antichi popoli mediterranei, Fenici, Greci, Cartaginesi e Romani che vi lasciarono vestigia dappertutto. In seguito divenne base dei pirati saraceni e lo rimase per lunghissimo tempo.
Nel VI secolo vi si stabilì una comunità Benedettina, ma fu ben presto costretta a spostarsi a causa delle imminenti guerre fra Cristiani e Musulmani. Nel Medioevo fallirono dei tentativi di colonizzare l'isola a causa delle incursioni dei corsari barbareschi, che fecero dell'isola un proprio rifugio.
Nel 1759 Ferdinando III di Borbone impose una colonizzazione dell'isola; furono edificate due torri di guardia, Torre di Santa Maria e Torre Spalmatore, che facevano parte del sistema di avviso delle Torri costiere della Sicilia, cisterne per raccogliere l'acqua piovana e case che costituirono il centro abitato principale presso la Cala Santa Maria. Vi vennero coloni palermitani, trapanesi ed eoliani, accompagnati da un centinaio di soldati. Nel 1762 la popolazione fu preda dei corsari barbareschi e venne quasi tutta rapita e condotta in cattività in Tunisia. Quindi si intensificarono i lavori a difesa dell'isola, il nuovo ripopolamento avvenne a partire dal 1763, e in particolare l'ingegnere militare brigadiere Giuseppe Valenzuola già nel 1765 aveva redatto il piano urbanistico dell'attuale abitato, che, perdurando gli attacchi dei corsari, su impulso del governatore borbonico Giuseppe Laghi, venne difeso oltre che dalla Torre di Santa Maria, dal Rivellino di San Giuseppe e dalla connessa Fortezza della Falconiera che fu impiantata a partire dal 1800 sul rilievo omonimo.
Ustica al tempo dei Borbone fu anche un luogo di confino per prigionieri politici e vi restò anche sotto casa Savoia.
Nel 1869 fu oggetto di una visita da parte dell'arciduca Luigi Salvatore d'Asburgo-Lorena, noto per i suoi studi scientifici sul Mediterraneo e quale precursore per la conservazione di importanti aree naturalistiche, che la citò nel suo monumentale volume dedicato alle isole del Mediterraneo edito nel 1869.
Durante il regime fascista Ustica fu luogo di confino. Vi furono ristretti Giuseppe Romita, Amadeo Bordiga, Nello Rosselli, Carlo Rosselli, Antonio Gramsci e Ferruccio Parri, oltre che numerosi prigionieri politici senussiti catturati nell'ultima fase della guerra coloniale in Libia.
Durante la Seconda Guerra mondiale, dei prigionieri di guerra jugoslavi sono stati ammassati sull'isola, e molti di loro sono morti di malnutrizione e di tubercolosi. Tra i confinati si trovavano anche dei Rom jugoslavi, francesi, belgi e olandesi.
Nel 1961 il confino fu abolito a causa di proteste popolari e da allora incominciò a svilupparsi il turismo.

### Strage di Ustica (ITAVIA volo 870)
La località è conosciuta, poiché utilizzata come punto di riferimento geografico della cosiddetta Strage di Ustica, avvenuta il 27 giugno 1980, quando il volo Itavia da Bologna a Palermo precipitò a una notevole distanza dall'isola; in quell'episodio morirono 81 persone tra passeggeri e equipaggio.
Dopo anni di processi penali e teorie, la sentenza n. 1871 del 28 gennaio 2013 della terza sezione civile della Corte di Cassazione ha identificato come causa della sciagura l'impatto del velivolo con un missile, condannando lo Stato Italiano al risarcimento in favore dei familiari delle vittime per non aver eseguito controlli radar adeguati.

## Monumenti e luoghi d'interesse

### Architetture religiose

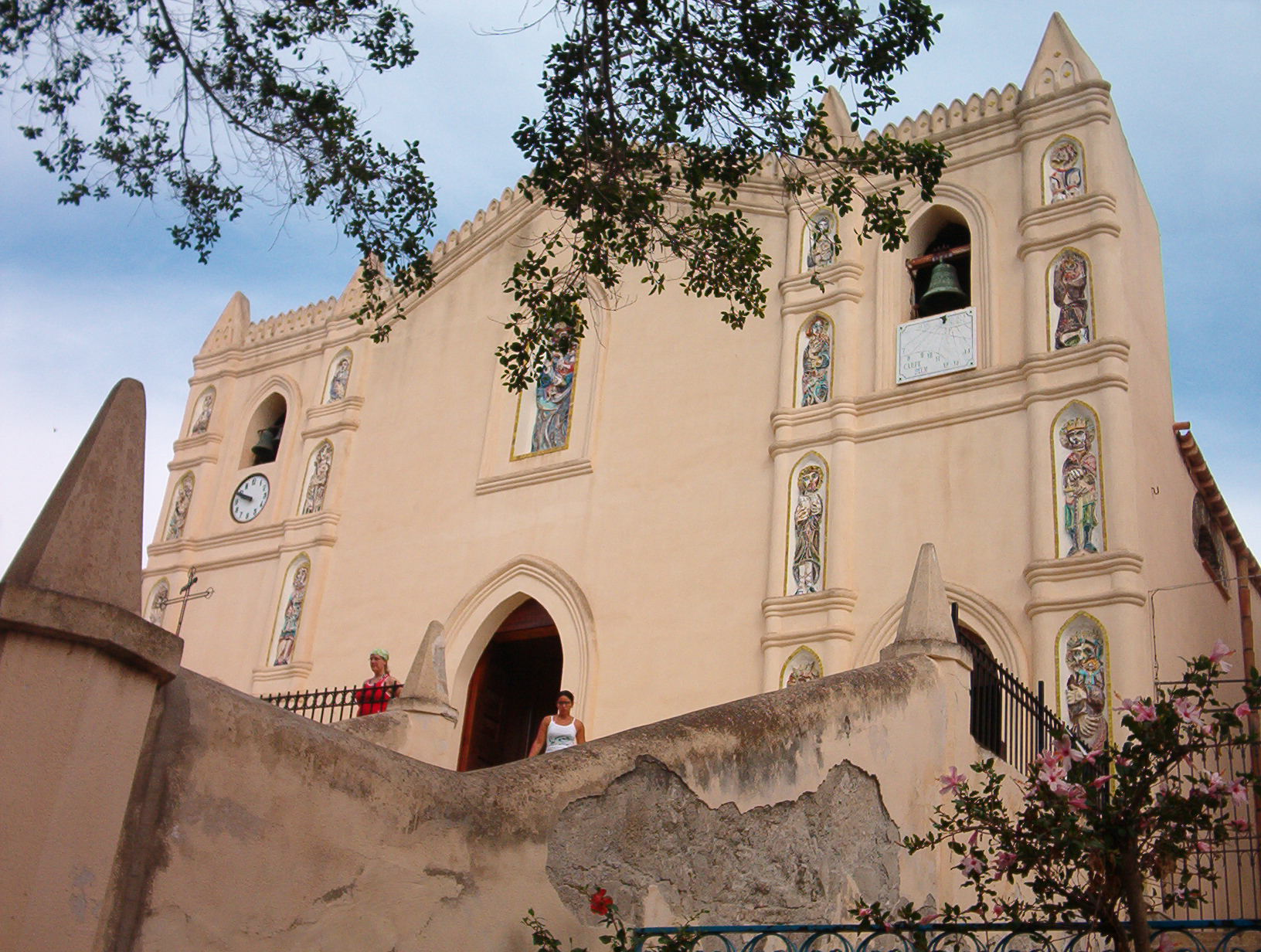
La chiesa di Ferdinando Re nella piazza principale di Ustica

- Chiesa di San Ferdinando Re: in pieno centro abitato, domina la piazza di Ustica. Costruita nel 1771, fu affidata ai padri cappuccini. Nel 1972 viene arricchita dalle statue realizzate in ceramica da Giovanni de Simone.

### Architetture militari
- Torre di Santa Maria.
- Torre dello Spalmatore, costruita nel 1763 progettata dall'ingegnere militare Andrea Pigonati.

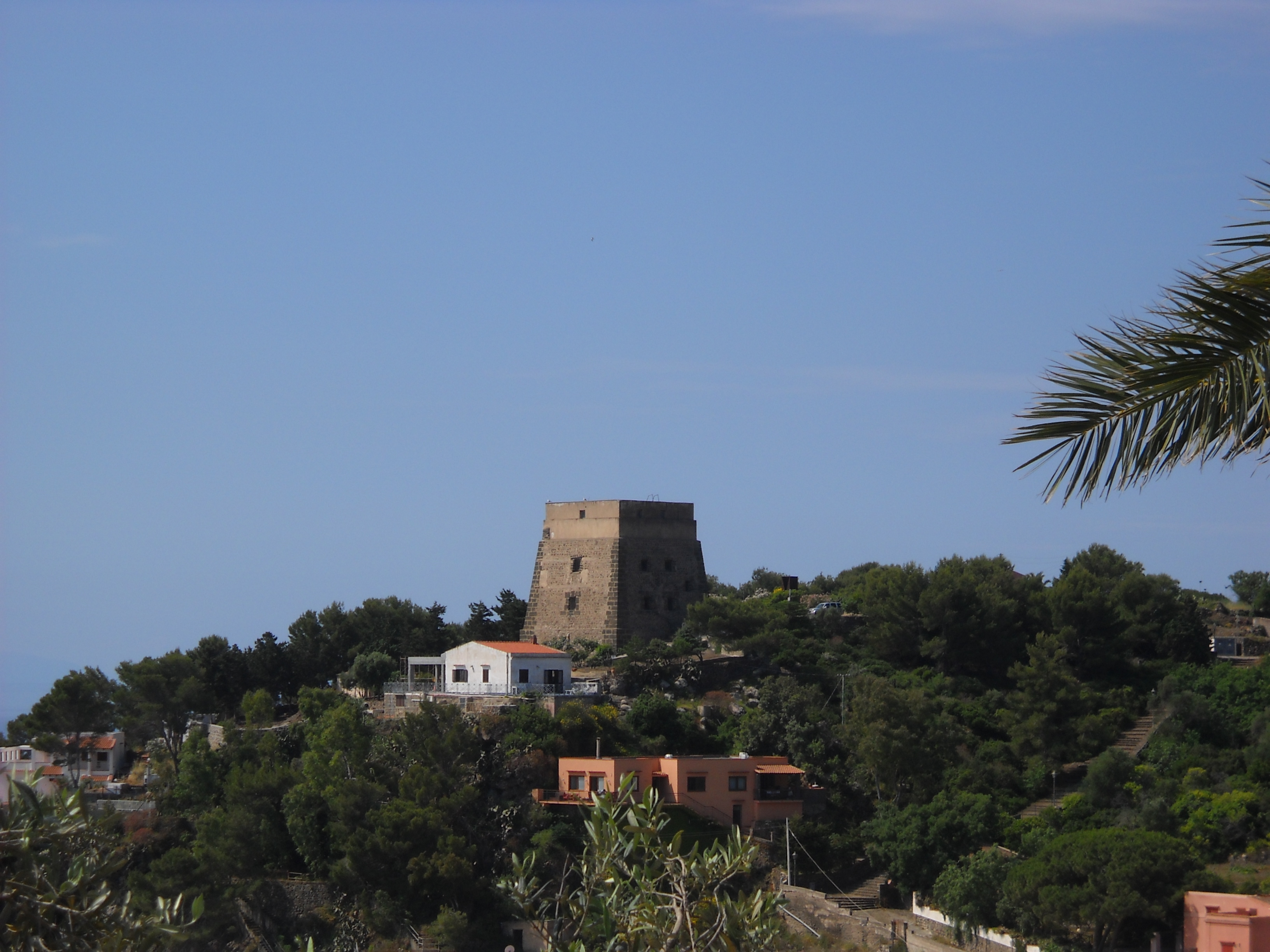
Torre Santa Maria Ustica
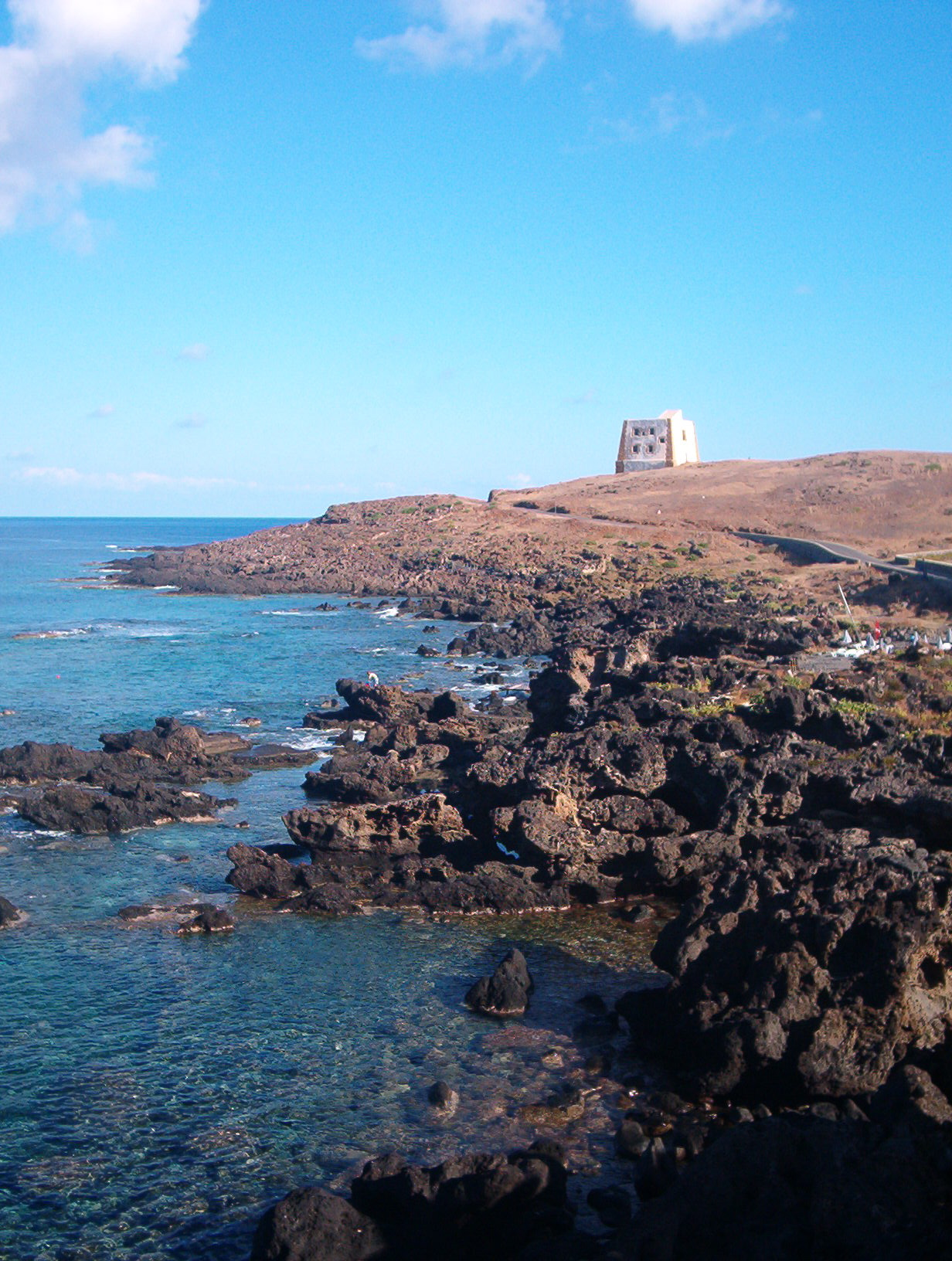
Punta Spalmatore, sullo sfondo la Torre dello Spalmatore
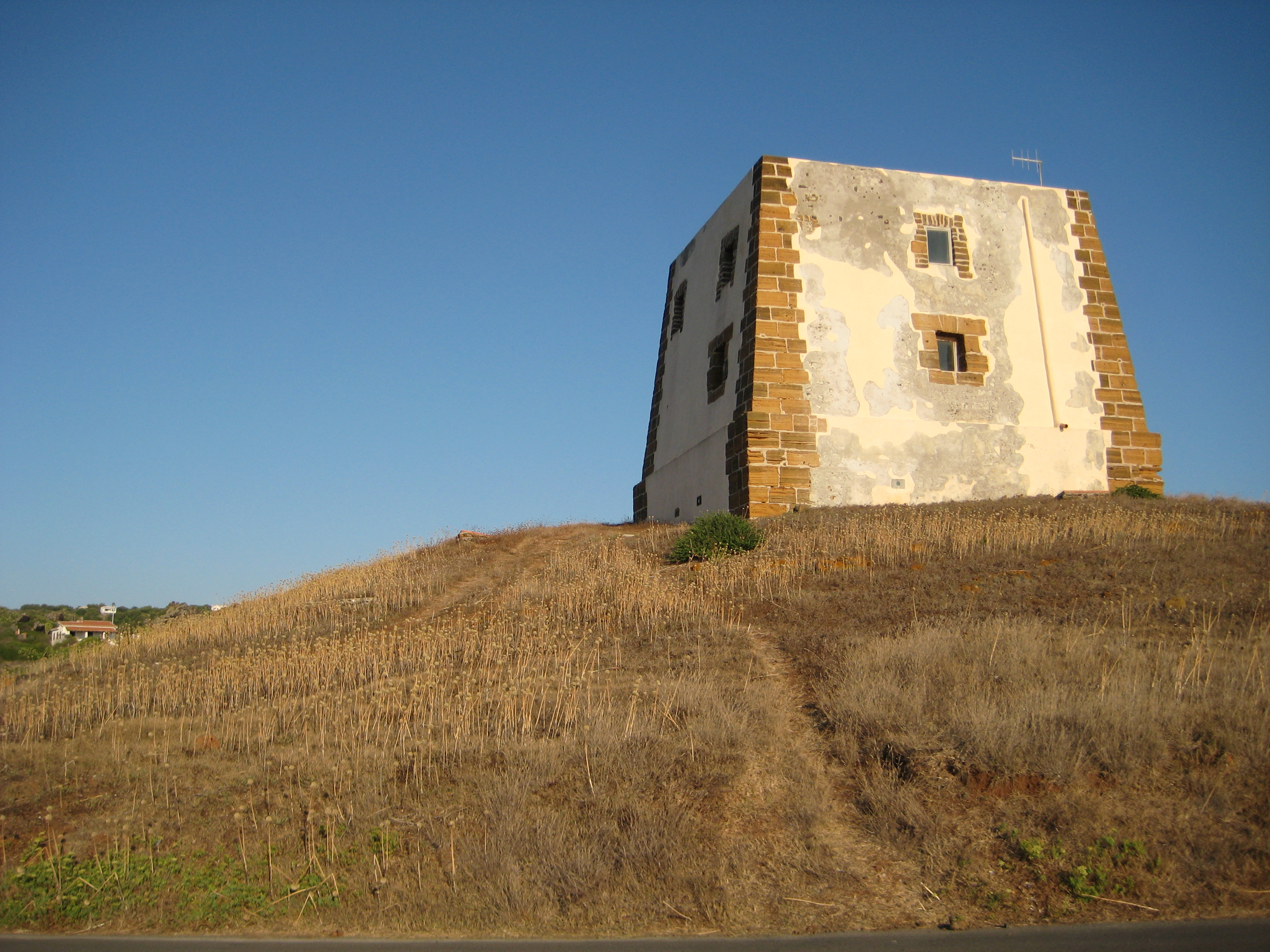
Torre dello Spalmatore

### Siti archeologici
- Villaggio di Tramontana: a poca distanza dal centro abitato, villaggio preistorico dell'età del bronzo situato nell'omonima località. Gli scavi, ripresi dal prof. Robert Ross Holloway, della Brown University di Providence, nel Rhode Island, hanno ulteriormente definito l'insediamento, soprattutto in rapporto al notevolissimo muro difensivo che raggiunge anche i tre metri di altezza, in alcuni punti fa rilevare anche un camminamento interno e ha pochi riscontri in altre aree archeologiche del Mediterraneo. La sua necropoli invece si trova presso la cala del camposanto. Dalle indagini effettuate dalla Soprintendenza di Palermo il villaggio fu abbandonato improvvisamente nel XII sec. a.C., per calamità naturali.[11]
- Villaggio della Rocca Falconiera: si trova frammisto ai resti di un fortino avanzato, il Rivellino di San Giuseppe, e alla fortezza con cui alla fine del '700 si completarono le opere militari dell'isola a difesa della successiva ri-colonizzazione dopo la distruzioni causate dai pirati barbareschi. Il sito ha origini attribuibili al III secolo a.C., la cima della montagna è livellata per una superficie di circa mezzo ettaro, su cui sorgevano le abitazioni, anche trogloditiche; nella roccia furono scavate tutte le cisterne per la raccolta dell'acqua, che hanno restituito utensili di bronzo e frammenti di intonaco risalenti a epoca imperiale romana tali da ipotizzare una frequentazione dal IV-III sec. a.C. al I sec. d.C.
- Villaggio dei Faraglioni: è una fortificazione difensiva ubicata lungo la costa a nord dell'isola. Le mura erano alte fra i 4 e i 5 metri, lunghe 250 e prosperarono fra il 1.400 e il 1.200 a. C. Si tratta di uno dei villaggi meglio conservati nel Mediterraneo risalenti a quell'epoca.[12]

## Area marina protetta Isola di Ustica

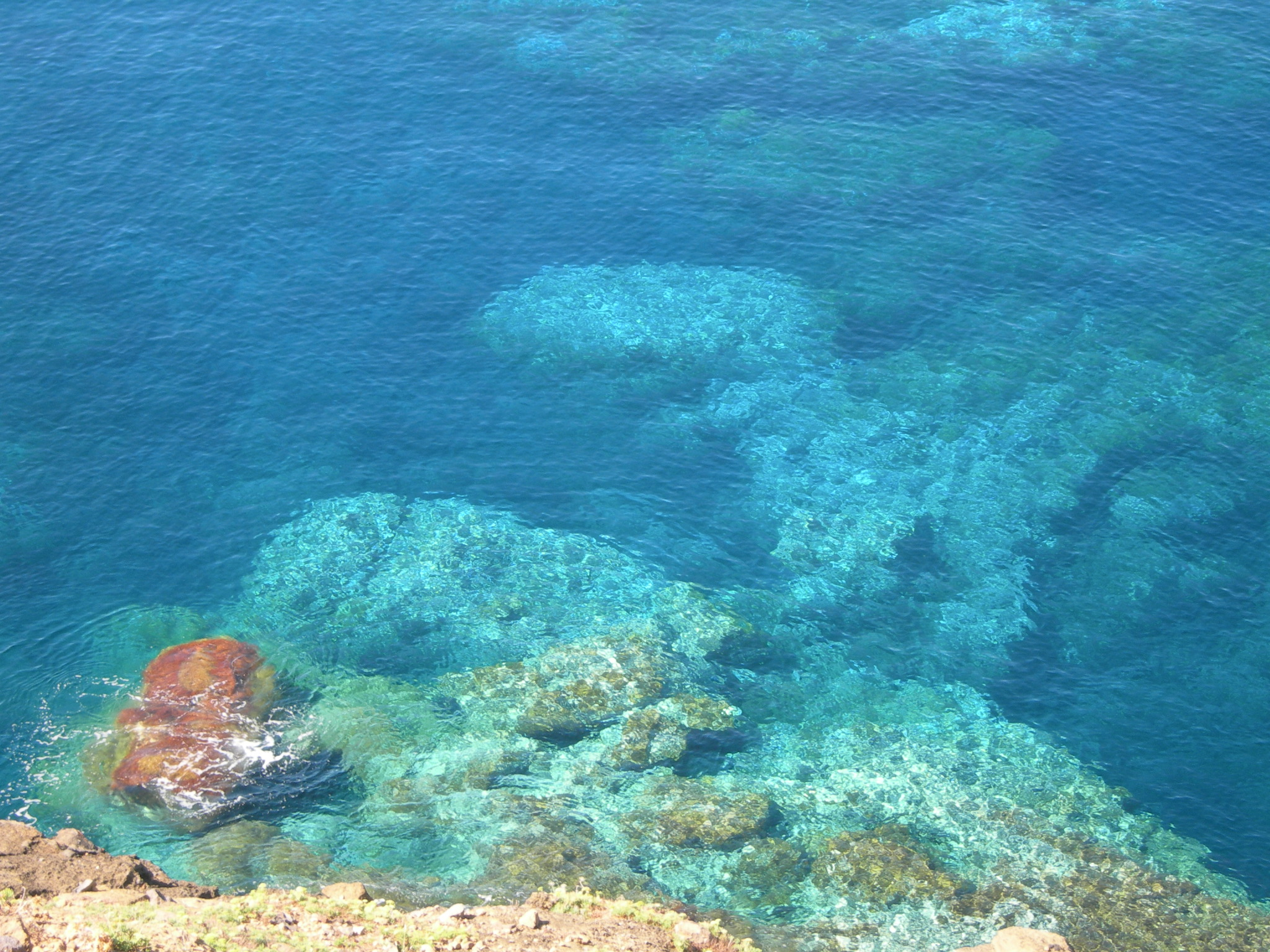
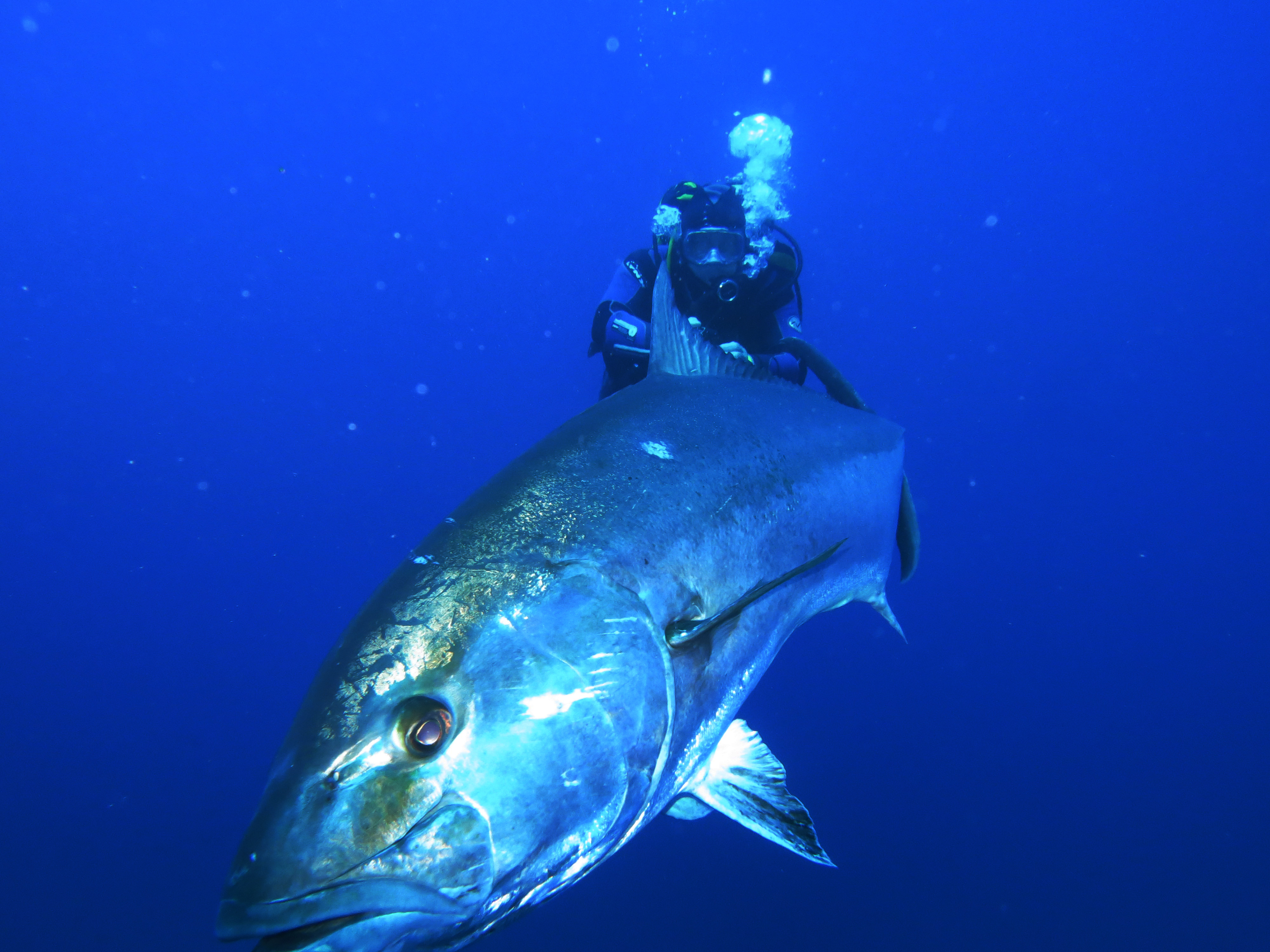

### Altro

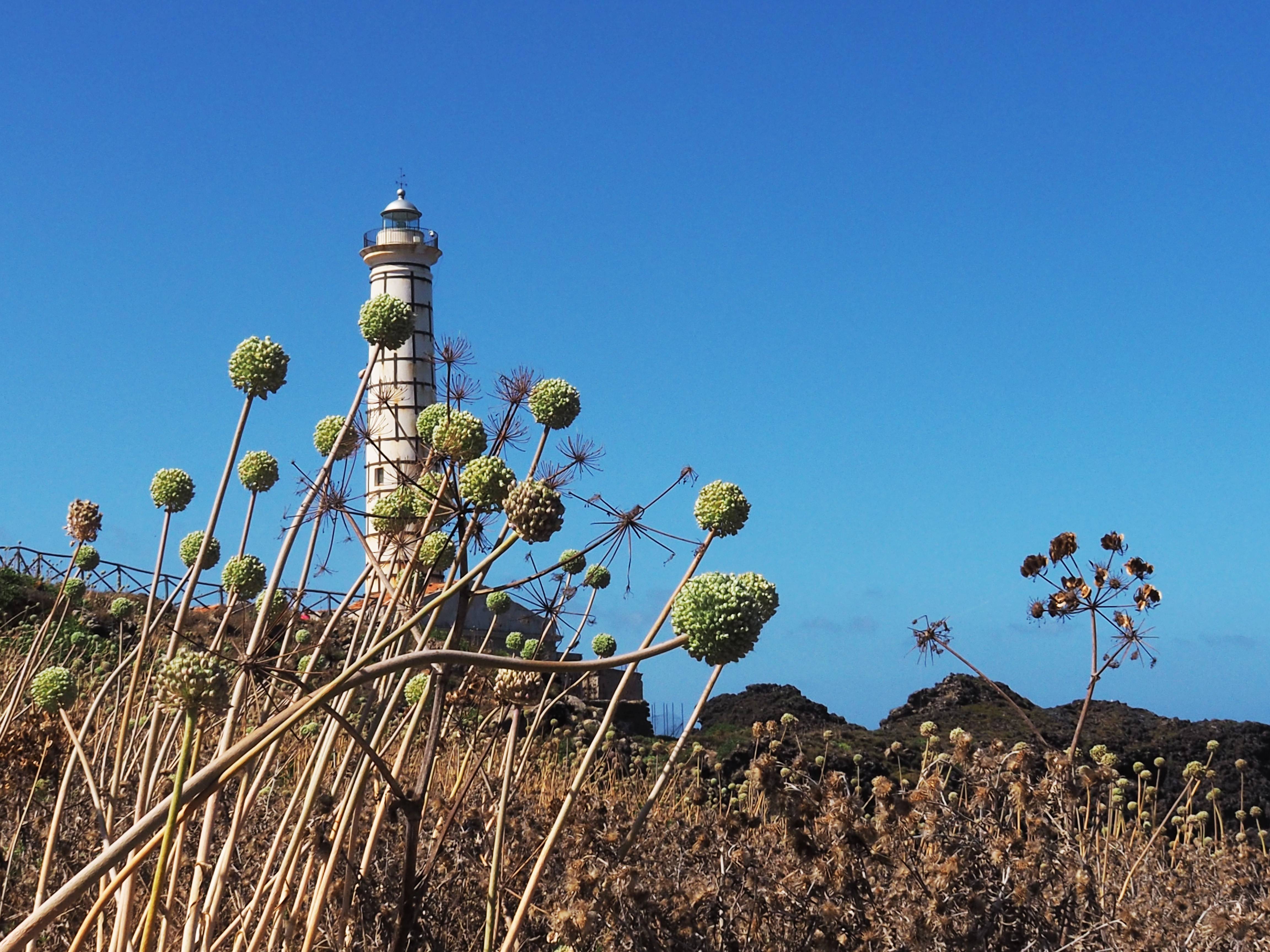
Il Faro, tra aglio selvatico e finocchio marino

- Acquario dello Spalmatore: situato all'interno della riserva marina, raccoglie una discreta collezione di specie acquatiche del Mediterraneo.

## Società

### Evoluzione demografica
Abitanti censiti

### Etnie e minoranze straniere
Secondo i dati ISTAT al 31 dicembre 2009 la popolazione straniera residente era di 26 persone.

Distribuzione del gruppo siciliano

### Lingue e dialetti
Oltre alla lingua ufficiale italiana, a Ustica si parla la lingua siciliana nella sua variante occidentale. La ricchezza di influenze del siciliano, appartenente alla famiglia delle lingue romanze e classificato nel gruppo meridionale estremo, deriva dalla posizione geografica dell'isola, la cui centralità nel mar Mediterraneo ne ha fatto terra di conquista di numerosi popoli gravitanti nell'area mediterranea.

### Religione
- Festa Patronale di San Bartolomeo: il patrono dell'isola è San Bartolomeo, la cui festa si celebra il 24 agosto. La scelta del santo patrono fu imposta dai coloni provenienti da Lipari, che si stanziarono sull'isola nel 1763. Le attività collegate alla celebrazione includono: gara di barche, rottura di pentole, spettacoli artistici e fuochi d'artificio.
- Festa di San Bartolicchio, festa celebrata il 19 settembre in onore di una piccola statua di San Bartolomeo che si trova in contrada Oliastrello.
- La Madonna dei Pescatori, processione compiuta l'ultima domenica di maggio, parte dalla chiesa madre e termina nel porto a seguito della banda del paese. La processione continua in mare dove la statua della Vergine viene caricata su una barca di pescatori e si effettua il giro dell'isola. Conclude la festa una degustazione di pesce fritto.

### Prodotti tipici
- Lenticchie a coltivazione biologica, le più piccole d'Italia, inserite nella lista di Slow Food tra i prodotti in via d'estinzione e promosse anche con la manifestazione Ustica Isola Slow.
- I capperi di Ustica.
- Biscotti con farina di lenticchie di Ustica.
- Pizza usticese (con salsa di pomodoro, acciughe, aglio).
- Il gigi, una sorta di pignoccata con mandorle e vin cotto.
- Le nasse costruite artigianalmente dai pescatori.

## Cultura

### Istruzione

#### Scuole
Si contano un Istituto Comprensivo di II grado che raccoglie la scuola materna, la scuola elementare, la scuola media, e l'istituto tecnico economico per il turismo.

#### Musei
- Il locale museo archeologico raccoglie resti e materiali degli insediamenti delle antiche civiltà di Ustica, reperti della media Età del Bronzo (1400-1200 a.C.), e oggetti connessi alla metallurgia, monili, vasellame domestico destinato alla preparazione dei cibi, e anche utensili d'ossidiana che provano i contatti tra i popoli preistorici del Mediterraneo. Tutti i materiali esposti sono una selezione dei ritrovamenti effettuati dalla Soprintendenza di Palermo tra il 1974 e il 2003, a cura dell'archeologo Giovanni Mannino, nell'insediamento preistorico del Villaggio di Tramontana.
- Centro Studi e documentazione dell'isola di Ustica: dal 2006 si trova nella nuova sede (ex palazzo del Comune) nella piazza principale del centro abitato. Possiede una biblioteca, un'emeroteca e una fototeca.[14].

## Economia

### Servizi
Sull'isola c'è un servizio di guardia medica con copertura di 24 ore: il servizio dispone di camere iperbariche e di un servizio di elicottero per le emergenze che è collegato con gli ospedali di Palermo. Ci sono inoltre, una postazione fissa dei carabinieri, guardia di finanza, guardia costiera, polizia municipale, ufficio postale, una banca e una farmacia. Tutti i servizi sono accentrati nelle vicinanze del porto. Vista la quasi totale assenza di fonti idriche, sull'isola è stato impiantato un dissalatore che produce 120 000 metri cubi annui d'acqua dissalata.

### Infrastrutture e trasporti
Per collegare l'isola a Palermo è in funzione un apposito servizio di traghetti mediante uso di moderni catamarani e aliscafi. Il porto è dotato di attrezzature atte ad accogliere i diportisti.
Sull'isola c'è una sola strada che ne percorre il periplo per un totale di 9 km. È disponibile un servizio di bus navetta che fa il giro dell'isola.

## Amministrazione
Di seguito è presentata una tabella relativa alle amministrazioni che si sono succedute in questo comune.
| Periodo          | Periodo          | Primo cittadino     | Partito                    | Carica              | Note   |
| ---------------- | ---------------- | ------------------- | -------------------------- | ------------------- | ------ |
| 21 marzo 1986    | 21 maggio 1990   | Nicolo Longo        | Partito Comunista Italiano | Sindaco             | [ 17 ] |
| 21 maggio 1990   | 10 novembre 1991 | Franco Taormina     | Partito Liberale Italiano  | Sindaco             | [ 17 ] |
| 10 novembre 1991 | 13 giugno 1994   | Domenico Calì       | Democrazia Cristiana       | Sindaco             | [ 17 ] |
| 13 giugno 1994   | 25 maggio 1998   | Attilio Licciardi   | lista civica               | Sindaco             | [ 17 ] |
| 23 agosto 1997   | 25 maggio 1998   | Rosolino Greco      |                            | Comm. straordinario | [ 17 ] |
| 25 maggio 1998   | 27 maggio 2003   | Attilio Licciardi   | lista civica               | Sindaco             | [ 17 ] |
| 27 maggio 2003   | 17 giugno 2008   | Aldo Messina        | lista civica               | Sindaco             | [ 17 ] |
| 17 giugno 2008   | 11 giugno 2013   | Aldo Messina        | lista civica               | Sindaco             | [ 17 ] |
| 11 giugno 2013   | 11 giugno 2018   | Attilio Licciardi   | lista civica               | Sindaco             | [ 17 ] |
| 11 giugno 2018   | in carica        | Salvatore Militello | lista civica               | Sindaco             | [ 17 ] |